# Rhododendron pocophorum
Rhododendron pocophorum är en ljungväxtart som beskrevs av Isaac Bayley Balfour, Tagg in Tagg och Forrest. Rhododendron pocophorum ingår i släktet rododendron, och familjen ljungväxter. Utöver nominatformen finns också underarten R. p. ex.